# Carina FIV do Kado
Carina FIV do Kado (Piracicaba, 23 de novembro de 2021) é uma vaca da raça Nelore. Em novembro de 2024, se tornou a vaca mais cara do mundo ao ser vendida por R$ 24 milhões no Leilão Cataratas Collection, em Foz do Iguaçu, Paraná. É filha de Kayak TE Mafra e Dama 5 FIV HRO. Sua rotina inclui segurança particular integral, sendo ainda vigiada por câmeras.